# Draft NBA 1961
Il Draft NBA 1961 si è svolto il 27 marzo 1961 a New York e fu il primo con la partecipazione dei Chicago Packers, oggi noti come Washington Wizards.

## Giocatori scelti al 1º giro
|  | = All-Star     |
|  | = Hall of Fame |

| Scelta | Giocatore       | Nazionalità | Squadra NBA           | Scuola/ex squadra |
| ------ | --------------- | ----------- | --------------------- | ----------------- |
| 1      | Walt Bellamy    | Stati Uniti | Chicago Packers       | Indiana           |
| 2      | Tom Stith       | Stati Uniti | New York Knicks       | St. Bonaventure   |
| 3      | Larry Siegfried | Stati Uniti | Cincinnati Royals     | Ohio State        |
| 4      | Ray Scott       | Stati Uniti | Detroit Pistons       | Portland          |
| 5      | Wayne Yates     | Stati Uniti | Los Angeles Lakers    | Memphis State     |
| 6      | Ben Warley      | Stati Uniti | Syracuse Nationals    | Tennessee State   |
| 7      | Tom Meschery    | Stati Uniti | Philadelphia Warriors | St. Mary's (CA)   |
| 8      | Cleo Hill       | Stati Uniti | St. Louis Hawks       | Winston-Salem     |
| 9      | Gary Phillips   | Stati Uniti | Boston Celtics        | Houston           |

## Giocatori scelti al 2º giro
| Scelta | Giocatore      | Nazionalità | Squadra NBA           | Scuola/ex squadra |
| ------ | -------------- | ----------- | --------------------- | ----------------- |
| 10     | Whitey Martin  | Stati Uniti | New York Knicks       | St. Bonaventure   |
| 11     | Bob Wiesenhahn | Stati Uniti | Cincinnati Royals     | Cincinnati        |
| 12     | Johnny Egan    | Stati Uniti | Detroit Pistons       | Providence        |
| 13     | Fred Sawyer    | Stati Uniti | Los Angeles Lakers    | Louisville        |
| 14     | Chris Smith    | Stati Uniti | Syracuse Nationals    | Virginia Tech     |
| 15     | Ted Luckenbill | Stati Uniti | Philadelphia Warriors | Houston           |
| 16     | Ron Horn       | Stati Uniti | St. Louis Hawks       | Indiana           |
| 17     | Al Butler      | Stati Uniti | Boston Celtics        | Niagara           |
| 18     | Jack Turner    | Stati Uniti | Chicago Packers       | Louisville        |
| 19     | Jerry Graves   | Stati Uniti | Chicago Packers       | Mississippi State |
| 20     | York Larese    | Stati Uniti | Chicago Packers       | North Carolina    |
| 21     | Don Kojis      | Stati Uniti | Chicago Packers       | Marquette         |
| 22     | Doug Moe       | Stati Uniti | Chicago Packers       | North Carolina    |
| 23     | Jeff Cohen     | Stati Uniti | Chicago Packers       | William & Mary    |

## Giocatori scelti al 3º giro
| Scelta | Giocatore     | Nazionalità | Squadra NBA           | Scuola/ex squadra |
| ------ | ------------- | ----------- | --------------------- | ----------------- |
| 24     | Tony Jackson  | Stati Uniti | New York Knicks       | St. John's        |
| 25     | Bevo Nordmann | Stati Uniti | Cincinnati Royals     | Saint Louis       |
| 26     | Doug Kistler  | Stati Uniti | Detroit Pistons       | Duke              |
| 27     | Frank Burgess | Stati Uniti | Los Angeles Lakers    | Gonzaga           |
| 28     | Chuck Osborne | Stati Uniti | Syracuse Nationals    | Western Kentucky  |
| 29     | Jack Egan     | Stati Uniti | Philadelphia Warriors | St. Joseph's (PA) |
| 30     | Tom Chilton   | Stati Uniti | St. Louis Hawks       | East Tennessee    |
| 31     | Bill Depp     | Stati Uniti | Boston Celtics        | Vanderbilt        |
| 32     | Bill Bridges  | Stati Uniti | Chicago Packers       | Kansas            |

## Giocatori scelti nei giri successivi con presenze nella NBA, nella ABA o nella ABL
| Scelta | Giocatore         | Nazionalità | Squadra NBA           | Scuola/ex squadra |
| ------ | ----------------- | ----------- | --------------------- | ----------------- |
| 33     | George Blaney     | Stati Uniti | New York Knicks       | Holy Cross        |
| 34     | Lowery Kirk       | Stati Uniti | Cincinnati Royals     | Memphis State     |
| 35     | George Finley     | Stati Uniti | Detroit Pistons       | Tennessee A&I     |
| 37     | Hank Whitney      | Stati Uniti | Syracuse Nationals    | Iowa State        |
| 39     | Gus Guydon        | Stati Uniti | St. Louis Hawks       | Drake             |
| 41     | Roger Kaiser      | Stati Uniti | Chicago Packers       | Georgia Tech      |
| 42     | Bill Smith        | Stati Uniti | New York Knicks       | St. Peter's       |
| 43     | Rossie Johnson    | Stati Uniti | Cincinnati Royals     | Tennessee A&I     |
| 44     | Danny Doyle       | Stati Uniti | Detroit Pistons       | Belmont Abbey     |
| 47     | Bruce Spraggins   | Stati Uniti | Philadelphia Warriors | Virginia Union    |
| 48     | John Berberich    | Stati Uniti | St. Louis Hawks       | UCLA              |
| 50     | Howie Carl        | Stati Uniti | Chicago Packers       | DePaul            |
| 51     | Cleveland Buckner | Stati Uniti | New York Knicks       | Jackson State     |
| 53     | Lee Patrone       | Stati Uniti | Detroit Pistons       | West Virginia     |
| 54     | Bill McClintock   | Stati Uniti | Los Angeles Lakers    | California        |
| 57     | Bob McDonald      | Stati Uniti | St. Louis Hawks       | Maryland          |
| 60     | Donnie Butcher    | Stati Uniti | New York Knicks       | Pikeville         |
| 61     | Dave Zeller       | Stati Uniti | Cincinnati Royals     | Miami (OH)        |
| 73     | Dave Mills        | Stati Uniti | Syracuse Nationals    | Seattle           |
| 76     | John Wessels      | Stati Uniti | Chicago Packers       | Illinois          |
| 91     | Larry Comley      | Stati Uniti | Chicago Packers       | Kansas State      |
| 92     | Kevin Loughery    | Stati Uniti | New York Knicks       | St. John's        |
| 100    | George Patterson  | Stati Uniti | Cincinnati Royals     | Toledo            |